# Josef Ulrich (sociální demokrat)
Josef Ulrich (7. května 1882 Koloveč – 2. září 1950 Praha)), byl československý politik a poslanec Národního shromáždění za Československou sociálně demokratickou stranu dělnickou.

## Biografie
Podle údajů k roku 1920 byl profesí tajemníkem pro záležitosti obecní správy v Berouně. Zasloužil se o vznik obchodní akademie v Berouně.
V letech 1919-1920 zasedal v Revolučním národním shromáždění za Československou sociálně demokratickou stranu dělnickou. V parlamentních volbách v roce 1920 získal mandát v Národním shromáždění.